# Tiền pháo hậu xung
Tiền pháo hậu xung là một chiến thuật quân sự kết hợp giữa lực lượng pháo binh và bộ binh, trong chiến tranh hiện đại bao gồm sự tham gia của đơn vị xe tăng và các loại xe bọc thép khác.
Trong Anh ngữ, tiền pháo hậu xung được gọi bằng các thuật ngữ là "creeping barrages", "rolling barrages", hay "block barrages" là biến thể của barrages.
Trong Giải phóng quân Nhân dân Trung Quốc, tiền pháo hậu xung được xem là sự kết hợp của chiến thuật biển lửa và chiến thuật biển người, là sự kết hợp của sức mạnh tập trung với số lượng lớn pháo binh và bộ binh.

## Mô tả chiến thuật
Chiến thuật này kết hợp tác chiến giữa binh chủng pháo binh và bộ binh, và chiến đấu theo trình tự pháo binh tấn công trước sau đó là bộ binh. Tiến hành theo trình tự, trước tiên pháo binh sẽ pháo kích trận địa để phá hủy các công sự hỏa lực mạnh của đối phương, cài nát các chướng ngại vật phía trước, cũng như tiêu diệt một phần binh lính đối phương. Sau các đợt bắn, lực lượng bộ binh sẽ đồng loạt xông lên.
Trong các trường hợp sử dụng đông đảo bộ binh để tràn ngập tuyến chiến đấu thường được mô tả là chiến thuật biển người.
Trong chiến tranh hiện đại, với việc sử dụng xe tăng đã làm tăng sức chiến đấu cho bộ binh, xe tăng thường tấn công trước hoặc cùng lúc với bộ binh để tạo thế áp đảo hỏa lực và góp phần giảm thương vong khi tấn công.

## Sử dụng
Tiền pháo hậu xung đã là lối đánh được áp dụng trong chiến đấu từ khi có sự ứng dụng pháo vào chiến tranh. Đây cũng là chiến thuật quân sự phổ biến của các lực lượng quân sự trên bộ.
Đối với quân đội của những quốc gia yếu về không quân và hải quân thì lục quân trở thành quân chủng chủ chốt trong đó binh chủng pháo binh và binh chủng bộ binh có tầm quan trọng cốt lõi, là sức mạnh quân sự chủ đạo của họ. Sự phối hợp tác chiến chiến thuật giữa pháo binh và bộ binh là một trong những lối tác chiến cơ bản trên chiến trường. Bộ binh trong trường hợp này phụ thuộc vào sự hỗ trợ của pháo binh chứ không phải không quân.
Năm 1979, khi Trung Quốc tấn công Việt Nam đây là chiến thuật chủ yếu trong tác chiến. Không giống như Mỹ có sức mạnh không quân hùng mạnh, Trung Quốc chỉ mạnh về lục quân và việc tấn công hầu hết dựa vào pháo và sử dụng chiến thuật pháo kích, và sau đó là các đợt tấn công bộ binh đông đảo theo lối đánh biển người.
Chiến thuật này không phải lúc nào cũng tỏ ra hiệu quả nếu chiến tranh diễn ra theo hình thái chiến tranh chiến hào và việc sử dụng súng máy có khả năng làm cỏ các lực lượng bộ binh đông đảo. Chiến hào góp phần giảm tác hại từ pháo kích và làm giảm tốc độ bộ binh tấn công. Hơn nữa việc xây dựng các công sự phòng thủ kiên cố cũng vô hiệu hóa sức tàn phá của pháo kích. Quân bị tấn công nếu sở hữu pháo có tầm bắn xa hơn sẽ phản pháo hiệu quả trong việc làm thất bại chiến thuật này. Ngoài ra, để đối phó với mối nguy từ lực lượng mặt đất, những quân đội có không quân mạnh sẽ tổ chức không kích để dọn dẹp trận địa, sử dụng trực thăng săn xe tăng, pháo và pháo tự hành, tiêu diệt chủ động chúng.